# Olvidarte jamás
Olvidarte jamás es una telenovela estadounidense producida por Venevisión International, basado en una historia escrita por Verónica Suárez y bajo la adaptación de ella misma con la colaboración de Omaira Rivero, el tema principal de la telenovela fue interpretado por el cantante y actor Pablo Montero.
Protagonizada por Sonya Smith, Gabriel Porras, Mariana Torres y Daniel Elbittar y con las participaciones antagónicas de Martha Julia, Héctor Soberón, Sebastián Ligarde, Karen Sentíes, Elizabeth Gutiérrez, Paulo Quevedo y el primer actor Guillermo Murray.

## Sinopsis
En el pasado, nuestra protagonista se llamaba Luisa y era una humilde e ingenua campesina que trabajaba junto a su abuela en la hacienda La Florida, perteneciente a la poderosa familia Montero. Luisa fue ultrajada por Gonzalo Montero, el hijo de don Gregorio Montero, el despiadado dueño de la hacienda. La joven quedó embarazada a causa de la violación, y Gladis, la esposa de Gonzalo, la golpeó brutalmente para hacerle perder al bebé. 
Don Gregorio expulsó a las dos mujeres de la hacienda; mientras Luisa acudía al médico, su abuela sufrió un accidente en la pequeña casita donde ambas vivían. Don Gregorio, creyendo que ambas ya se habían ido, mandó quemar la casita sin saber que la abuela estaba dentro. Al descubrir lo sucedido, el shock sufrido provocó que Luisa finalmente perdiera a su bebé. La joven se marchó rumbo a California donde fue acogida por un bondadoso hacendado que sufre una enfermedad terminal. A su muerte, el hacendado le deja todos sus bienes a Luisa, que se cambia el nombre por Victoria, adopta una bebita y la cría como su propia hija.
Los años pasan, y Victoria vuelve al pueblo con su hija, Carolina, y convertida en una mujer sofisticada, rica y poderosa con un único objetivo en mente: vengarse de todos los que le hicieron tanto daño. El primer paso para es conseguir trabajo en La Florida tras hacer creer a su hija que se han arruinado. Carolina no se explica en qué momento quedaron en la ruina, pero su madre no le da más explicaciones y ella acata lo que su madre le dice sin hacer preguntas.
Sin embargo, las ansias de venganza de Victoria encuentran un gran obstáculo en Diego Ibarra, un hacendado vecino de los Montero recién salido de la cárcel por un crimen que no cometió. Victoria y Diego se sienten atraídos el uno por el otro desde el primer momento, aunque ella intenta evitar que el amor se interponga en sus planes de venganza.
Carolina se enamora de Alejandro, el hijo de Gonzalo, pero este ya está comprometido con Isabella, una chica voluble pero ambiciosa que no lo ama, pero desea casarse con él solo porque Alejandro es el heredero de Don Gregorio. Sin embargo, Alejandro tiene muy claro que su amor es Carolina, por eso trata de terminar su relación con Isabella. No obstante, esta se confabula con su amante, Patricio, para hacerle creer a Alejandro que Carolina le engaña con él.
Mientras tanto, el amor de Victoria y Diego crece cada día, pero Lucrecia, una de las hijas de don Gregorio, se encapricha con él de tal forma que lo enreda con un embarazo falso y amenazas de que si la deja se mata. Diego se ve obligado a casarse con Lucrecia solo para vivir un matrimonio infernal.
Toda la familia Montero espera a que don Gregorio muera para quedarse con su fortuna, pero él les juega una mala pasada, pues se descubre que Carolina es su nieta, ya que aparte de sus tres hijas (Lucrecia, Constanza y Florencia), tuvo otra hija más fuera del matrimonio, y para evitar las represalias de su padre decidió salvar a la niña recién nacida entregándosela nada más ni nada menos que a la propia Victoria. Dando todo esto por sentado y con los remordimientos que lo carcomen, Gregorio cambia su testamento y le deja todo a Carolina justo antes de que Gladis lo asesine.
Cuando se lee el testamento, los Montero estallan en cólera y le declaran la guerra a la joven, que no tiene ni idea de cómo administrar tantos bienes y tiene que cuidarse de los enemigos que involuntariamente se ha ganado. Alejandro se pone de su parte para ayudarla y de paso también termina ganándose la enemistad de todos los demás, que empiezan a maquinar planes para eliminar a Carolina y anular el testamento.
Sin embargo, a raíz de la muerte del patriarca, se empieza a ir desvelando la maldad de cada uno de los miembros de la familia, se descubre una hermana llamada Verónica y de igual manera se van dando finalmente las oportunidades para que tanto Victoria y Diego como Carolina y Alejandro logren estar juntos sin obstáculos de por medio.

## Personajes
Una característica de esta novela es que no existe un villano definido en toda la trama, sino que en determinados momentos, alguien juega el papel de villano y en otras, este rol le corresponde a alguien más, dependiendo de la situación vivida y de los personajes involucrados.
A continuación una breve descripción de los personajes de Olvidarte jamás.
- Luisa Domínguez/Victoria Salinas: Es una mujer bella y sensual que jura vengarse de la familia Montero ya que Gonzalo Montero la sedujo y se aprovechó de su inocencia a los 15 años, dejándola embarazada. Don Gregorio la hizo abortar. Es una mujer dura e inflexible, pero en realidad es porque esconde sus sentimientos y, aunque en un principio usa a su hija adoptiva para vengarse, al final recapacita y decide que lo principal es la felicidad de Carolina.
- Diego Ibarra: Parece duro e inflexible, pero en el fondo, es un bombón. Se enamora de Victoria y tiene miedo de ese amor, por lo que al principio la trata mal, pero poco a poco ella logra quitarle la máscara. Diego se convierte en el protector de Victoria al descubrir su pasado, pero sin que ella se de cuenta. Tiene una lucha constante con los Montero a quienes no quiere vender su rancho.
- Lucrecia Montero: Es hija de Gregorio, hermana de Gonzalo, Constanza y Florencia. De joven se entrega a su novio, el mismo día que lo hacen sus hermanas, y una de las tres queda embarazada. Obligada por su padre, tiene que casarse con Roberto, un tipo machista que al enterarse de que ella no es virgen, deshace el compromiso matrimonial. Se queda soltera, y es tratada con crueldad por su padre y su cuñado lo que con el tiempo hace que pierda la cordura y se obsesione de forma enfermiza con Diego.
- Alejandro Montero "Alex": Guapo, serio, meticuloso y muy sincero. Cree ser hijo de Gonzalo y Gladis, pero en realidad es hijo de Gladis y Renato. Novio de Isabel, a quién deja cuando conoce a Carolina, de la que se enamora.
- Isabella Neira: Quiere casarse con Alejandro porque va a heredar la fortuna de don Gregorio. Es guiada por Renato, a quién llama tío, pero que en realidad es solo el padrote que ella conoció en París, cuando era muy joven.
- Don Gregorio Montero: Es un hombre duro y exageradamente puntilloso con las apariencias, creyendo ser culpable de la muerte de su esposa al haberle fallado por haber tenido un hijo bastardo, decide cuidar que sus hijas no cometan el error de embarazarse fuera de matrimonio y les busca un marido a cada una, iguales a él, machistas. En el pasado, trató de que Victoria abortara el nieto ilegítimo que iba a tener, pero cree que no lo logró y que el niño vive.
- Gonzalo Montero: Es hijo de Gregorio, hermano de Constanza, Lucrecia y Florencia. De joven es mujeriego y embaraza a una campesina llamada Luisa, a la que seduce a la edad de 15 años, pero ella pierde al bebé. Cuando Luisa regresa al rancho como Victoria, buscando venganza, ella lo enamora y él se siente perdido por ella, hasta que descubre quién es y se siente traicionado. Sin embargo, ignora que su hijo con Luisa no nació, y cree que Carolina es su hija. Casado con Gladis, cree que Alejandro es su hijo, pero no es verdad, ya que su esposa lo engaño con Renato.
- Gladis de Montero: Es la esposa de Gonzalo, madre de Alejandro, amante de Renato. Se ve obligada a hacer cosas malas empujada por la desesperación que le da el saber que Isabel y Renato quieren contarle a su marido que Alejandro no es hijo de Gonzalo. Aliada de Isabel a la fuerza. Mujer atormentada y llena de remordimientos.
- Renato Tulúz: Hombre elegante y ambicioso, es el padre de Alejandro pues fue amante de Gladis en el pasado. Se hace pasar por tío de Isabel y Crista, pero en realidad, ha sido amante de las dos, pues en París, él se dedicaba a ofrecer mujeres a los altos ejecutivos. Con su encanto, trata de seducir a Victoria para alejarla y alejar así a Carolina de Alejandro, pero Victoria no es tonta y sabe qué clase de hombre es él.

## Elenco
- Sonya Smith - Luisa Domínguez / Victoria Salinas
- Gabriel Porras - Diego Ibarra
- Martha Julia - Lucrecia Montero-Antagonista Principal
- Mariana Torres - Carolina Salinas / Mariana Montero
- Daniel Elbittar - Alejandro "Alex" Montero / Alejandro Tulúz
- Elizabeth Gutiérrez - Isabella Neira- Antagonista Reformada
- Guillermo Murray - Don Gregorio Montero- Antagonista
- Sebastián Ligarde - Gonzalo Montero Antagonista Principal
- Karen Sentíes - Gladis de Montero- Antagonista
- Héctor Soberón - Renato Tulúz- Antagonista Principal
- Maite Embil - Florencia Montero de De la Nuez
- Fernando Carrera - Martín De la Nuez
- Paulo Quevedo - Patricio De la Nuez Antagonista
- Brenda Bezares - Constanza Montero de Terán
- Félix Loreto - Rubén Terán Antagonista
- Javier Armenteros - Gerardo Terán
- Taniusha Capote - Bianca Terán
- Rodrigo Vidal - Miguel Martínez / Miguel Montero Antagonista
- Carlos Caballero - Macario Antagonista
- Marisela Buitrago - María
- Carmen Daysi Rodríguez - Crista Antagonista
- William Levy - Germán Torres
- Gloria Zapata - Flora Ibarra
- Hilda Luna - Rocío
- Carla Rodríguez - Amalia
- Adela Romero - Martina Antagonista
- Fernanda Urdapilleta - Romina
- Yaxkin Santalucía - Claudio
- Julio Capote - Salvador "Chema"
- Roberto Levermann - Edelmiro
- Eduardo Linares - Vicente "Chente"
- Candice Michelle - Layla
- Emiliano Flores - Santiago
- Ariel Texido - Detective
- Brigitte Kali Canales - Dulce
- Ronny Montemayor - Andy Perdomo
- Carlos Guerrero - Manuel
- Enrique Arredondo - Detective Méndez
- Ernesto Rivas - Detective Valentín
- Fidel Pérez Michel - Oficial de la policía
- Eslover Sánchez-Baquero - Prisionero
- Freddy Víquez - Samuel
- Gabriel Morales - Alejandro Montero (niño)
- Guadalupe Hernández - El Pastelero
- Hada Béjar - Lencha Domínguez
- Johnny Nessy - Roberto
- Juan Troya - Lic. Ocampo
- Konstantino Vrotsos - Miguel (niño)
- Miguel Gutiérrez - Dr. Ramón
- Pablo Montero - Cantante
- Vicente Passariello - Guardaespaldas de Renato
- Víctor Corona - Santos
- Manuel Espinosa - Jefe de doctores
- Fidel Pérez Michel - Jefe de policía
- Ale Müller - Cristina
- William Colmenares - El Verdugo
- Héctor Eduardo González - Ministerio Público
- Ramsés - Lino

## Datos
- Esta es la primera de cuatro telenovelas que Sonya Smith y Mariana Torres hacen papeles de madre e hija, las otras tres fueron (Acorralada, Pecados ajenos y Vuélveme a querer).
- En esta telenovela, Gabriel Porras y Sonya Smith se volvieron pareja.

- Datos: Q256136